# Gibson ES-345

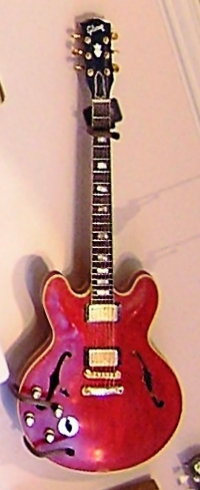
Un modelo de una Gibson ES-345 para zurdos.

La Gibson ES-345 fue un modelo de guitarra eléctrica, producido por primera vez en 1958 como la versión de lujo de la Gibson ES-335. Aunque el diseño es muy similar a la 335, la 345 ofreció un multi-posición del interruptor "Varitone", ubicado justo encima de los controles de tono y volumen de plomo, lo que sumado varias combinaciones de inductores y condensadores en el circuito de recogida electrónica de la guitarra con el fin de alterar su frecuencia de resonancia y añadir "color" al sonido. La ES-345, también contó con una toma de salida estereofónica opcional, artículos metálicos revestidos de oro, grandes incrustaciones de paralelogramo, que dividía el diapasón y un grueso borde de tres capas de unión, que la ES-335.
Entre los usuario más notables de este modelo, son: B.B. King, Freddie King, John McLaughlin, Jorma Kaukonen, Chuck Berry, Noel Gallagher, Fred Frith, Porl Thompson de The Cure, Duane Allman , Elvin Bishop, George Harrison.
El modelo ES-345, se suspendió en 1981, un año después del lanzamiento del Gibson Lucille. A partir del año 2012, la ES-345, está disponible como edición limitada de Epiphone, así como el modelo ES-355.
Como curiosidad, este modelo de guitarra es el que aparece en la película Back to the Future, aunque realmente en la escena que aparece, está ambientada en el año 1955, tres años antes de que saliese a la luz este modelo, por lo que hay un fallo de continuidad.

## Características
- La incrustación cabezal de ES-345 es una "pequeña corona", en lugar de un "split-diamante" incrustación personalizada en el ES-355.
- Los marcadores de posición sobre ES-345 son "doble paralelogramo", en lugar de las incrustaciones "bloque" en el ES-355. Además, el primer traste en la ES-345 no está incrustado.
- El cableado de salida estéreo y Varitone, estaba en el modelo ES-345 y ES-355TD-SV instalado de fábrica, pero no en el modelo ES-355TD (versión mono) sin modificar.
- La unidad de vibrato era una opción en el ES-345; por el contrario, fue en la mayoría del modelo ES-355S, venía instalado de fábrica (excepto para los modelos anteriores en la década de 1950, los modelos finales después de 1979 y el modelo Lucille de 1982).[1] and Lucille).